# Filodemo di Gadara
Filodemo di Gadara (in greco antico: Φιλόδημος?, Philódēmos; Gadara, 110 a.C. circa – Ercolano, 35 a.C. circa) è stato un filosofo epicureo greco antico.

## Biografia
Nato a Gadara, in Giordania, Filodemo fu allievo di Zenone di Sidone ad Atene. 

Giunto in Italia verso l'anno 75, fu ospite a Ercolano, nella villa oggi detta Villa dei Papiri, di Lucio Calpurnio Pisone, suocero di Cesare. Filodemo divenne intimo di Pisone e venne definito da Cicerone, nella sua orazione In Pisonem, come un "greco lascivo, suo compagno di bagordi", probabilmente per i suoi epigrammi di contenuto anche erotico.
Il filosofo fu un notevole diffusore dell'epicureismo in Italia ed ebbe per allievo Sirone, che fu a sua volta maestro di Virgilio e di Orazio.
Le esplorazioni condotte nel XVIII secolo portarono alla luce un buon numero di papiri conservati nella biblioteca della villa, sommersa dai materiali piroclastici provenienti dall'eruzione del Vesuvio, detta da allora, per questo motivo, la Villa dei Papiri: tra i papiri di Ercolano furono reperiti frammenti delle sue opere filosofiche.

## Opere
- Epigrammi: 35, riportati nell'Antologia Palatina e composti nello stile raffinato e disimpegnato di Meleagro di Gadara. Filodemo, pur epicureo, cerca di conciliare l'atarassia epicurea con i carmi erotici, dedicandosi a un amore spensierato[3], teso al puro piacere dei sensi, ben lontano dall'amore profondo di Catullo o Saffo.
- Storia dei filosofi (o Rassegna dei filosofi, Σύνταξις τῶν φιλοσόφων, Sýntaxis tṑn philosóphōn): di quest'opera in dieci libri fanno parte due sezioni sull'Accademia (Historia Academicorum) e sulla Stoà (Historia Stoicorum) conservate nei papiri, oltre a numerose citazioni riportate nell'opera di Diogene Laerzio.
- Retorica, in almeno dieci libri, in cui Filodemo ammette l'esistenza di un'arte retorica, ma nega che essa implichi abilità politica, in quanto il suo scopo è lo sfoggio verbale e la disposizione dei discorsi. Con ciò Filodemo esclude dalla retorica le orazioni giudiziarie e deliberative, in tal modo polemizzando implicitamente con la scuola di Aristotele.
- Poetica (Περὶ ποιημάτων, Perì poiēmátōn), in almeno cinque libri, in cui esamina la poesia e, a differenza di Epicuro, sembra assegnarle una funzione edonistica.
- Sulla Musica, in almeno quattro libri, di cui resta, appunto, l'ultimo. In questo trattato Filodemo conclude che la musica non ha alcun effetto morale e non permette di giungere alla virtù, poiché è un semplice suono che diletta e dà piacere all'orecchio: solo il testo poetico della canzone può toccare l'anima, a differenza di quanto pensava Diogene di Babilonia.
- Il buon re secondo Omero (Περὶ τοῦ καθ’Ὅμηρον ἀγαθοῦ βασιλέως, Perì toù kath'Hόmēron agathoù basiléōs), in cui Filodemo presenta al suo protettore Pisone uno speculum principis esaminando la figura del sovrano tenendo presenti i poemi omerici.
- Memorie epicuree (Πραγματεῖαι μνημάτων, Pragmatéiai mnēmátōn, "Estratti di memorie [di Epicuro]"): una crestomazia di brani delle lettere di Epicuro agli allievi, raccolta da Filodemo per ricrearne l'insegnamento quotidiano.
- Sugli dei e Sulla pietà, di argomento teologico-religioso. Nella prima opera, Filodemo tratta degli effetti perniciosi della superstizione popolare, che fanno da ostacolo all'atarassia. Gli uomini, a differenza degli animali, possono liberarsi dai propri terrori esaminandoli con la ragione, perché il terrore degli dei e la paura della morte sono intimamente legati: solo il saggio è capace di liberarsene e, quindi, diventare davvero pio, lasciando gli dei al loro mondo.
- Sui segni: di quest'opera non resta il titolo nei papiri, e il titolo corrente è stato ricostruito in base al contenuto del trattato, concernente i segni logici ed i metodi di inferenza, in consonanza con la canonica di Epicuro e, ovviamente, in polemica con la logica stoica ed aristotelica.
- Sui vizi e le contrapposte virtù (in almeno dieci libri, di cui restano i libri sull'adulazione, sulla parsimonia e sull'arroganza)
- Sui modi di vita (di cui restano sezioni Sulla libertà di parola e sulla gratitudine)
- Sull'ira, Sulla morte, di argomento più propriamente morale, riguardanti argomenti del tetrafarmaco epicureo. Riguardo alla morte, si tratta di un testo unico nella tradizione epicurea, in cui Filodemo esamina le ragioni differenti che possono condurre gli uomini a cercare la morte. Fondato su osservazioni realistiche e su testi letterari (soprattutto nel lamento di Odisseo nel V libro dell'Odissea), questo testo, con l'uso di immagini poetiche piene di emozione, si presenta sotto forma di una consolazione per i vivi, visto che la morte tocca tutti.

### Edizioni e traduzioni
- (GRC, IT) Filodemo, Il buon re secondo Omero, edizione, traduzione e commento a cura di Tiziano Dorandi, Napoli, Bibliopolis, 1982, ISBN 88-7088-053-2.
- (GRC, IT) Filodemo, Epigrammi scelti, a cura di Marcello Gigante, Napoli, Bibliopolis, 1988, ISBN 88-7088-183-0.
- (GRC, IT) Filodemo, L'ira, edizione, traduzione e commento a cura di Giovanni Indelli, Napoli, Bibliopolis, 1988, ISBN 88-7088-185-7.
- (GRC, IT) Filodemo, Agli amici di scuola (PHerc. 1005), edizione, traduzione e commento a cura di Anna Angeli, Napoli, Bibliopolis, 1988, ISBN 88-7088-197-0.
- (GRC, IT) Filodemo, Storia dei filosofi. Platone e l'Academia (PHerc. 1021 e 164), edizione, traduzione e commento a cura di Tiziano Dorandi, Napoli, Bibliopolis, 1991, ISBN 88-7088-257-8.
- (GRC, IT) Filodemo, Testimonianze su Socrate, edizione, traduzione e commento a cura di Eduardo Acosta Méndez e Anna Angeli, Napoli, Bibliopolis, 1992, ISBN 88-7088-275-6.
- (GRC, IT) Filodemo, Il quinto libro della Poetica (PHerc. 1425 e 1538), edizione, traduzione e commento a cura di Cecilia Mangoni, Napoli, Bibliopolis, 1993, ISBN 88-7088-287-X.
- (GRC, IT) Filodemo, Storia dei filosofi. La Stoà da Zenone a Panezio (PHerc. 1018), edizione, traduzione e commento a cura di Tiziano Dorandi, Leiden, E.J. Brill, 1994, ISBN 90-04-09963-8.
- (GRC, IT) Filodemo, Memorie epicuree (PHerc. 1418 e 310), edizione, traduzione e commento a cura di Cesira Militello, Napoli, Bibliopolis, 1997, ISBN 88-7088-343-4.
- (GRC, IT) Filodemo, Il primo libro della Retorica, edizione, traduzione e commento a cura di Federica Nicolardi, Napoli, Bibliopolis, 2018, ISBN 978-88-7088-658-0.
- (GRC, IT) Filodemo, De signis. Sui fenomeni e sulle inferenze semiotiche, edizione, traduzione e commento a cura di Giovanni Manetti e Daniela Fausti, Pisa, ETS, 2023, ISBN 978-88-4676-574-1.
- (GRC, IT) Filodemo, Opera incerta sugli dei, A cura di: D'Angelo M., Bibliopolis, 2022, ISBN 978-88-7088-699-3.

### Studi
- Giacomo Castrucci, Tesoro letterario di Ercolano, ossia la reale officina dei papiri ercolanesi, 3ª ed. completa, Napoli, Stamperia e cartiere del Fibreno, 1858 (18521).
- Tiziano Dorandi, "Filodemo: gli orientamenti della ricerca attuale", in Wolfgang Haase (ed.), Aufstieg und Niedergang der römischen Welt, vol. 36.4, Berlino Walter de Gruyter, 1990, pp. 238-2368.
- Catalogo dei papiri ercolanesi, sotto la direzione di Marcello Gigante, Napoli, Bibliopolis, 1979.
- Marcello Gigante, Ricerche filodemee, 2ª ed. riveduta e accresciuta, Napoli, G. Macchiaroli, 1983  [1969].
- Marcello Gigante, La bibliothèque de Philodème et l'épicurisme romain, Parigi, Les Belles Lettres, 1987.
- Marcello Gigante, Filodemo in Italia, Firenze, F. Le Monnier, 1990, ISBN 88-00-83623-2.
- Marcello Gigante, Filodemo nella storia della letteratura greca, in Memorie dell'Accademia di Archeologia, Lettere e Belle Arti, n° 11, Napoli, Accademia di Archeologia, Lettere e Belle Arti, 1998.
- Francesco Sbordone, Sui papiri della Poetica di Filodemo, Napoli, G. Macchiaroli, 1983.